# 月影のキューバ
「月影のキューバ」（つきかげのキューバ、Magica Luna）は、1960年にキューバの歌手セリア・クルスによって歌唱された楽曲である。

## 概要
1960年にキューバの人気歌手であったセリア・クルーズの歌唱で "MAGICA LUNA" として発表された。このレコードを録音する際、キューバでは当時最も有名な楽団であったソノーラ・マタンセーラ楽団による伴奏で録音を行った。この楽曲は発表と同時にキューバでは当時空前の大ヒット曲の一つとなった。
このレコードは当時日本でも発表直後にセリア・クルーズ版、すなわちオリジナル版が日本ビクターより発売され（販売元はシーコ・レコード）、そのレコードジャケット裏面に書かれてあった解説では「南米のヒットソングらしく情熱的で、一度耳にしたらとても忘れることができないほど、親しみよい曲です。」と書かれていた。
その直後に数ヶ国でこの楽曲のカバーが歌われ始め、日本では森山加代子、西田佐知子、ザ・ピーナッツがそれぞれカバーを行った。ただし3者共に歌詞が異なっている。ザ・ピーナッツ版のレコードのB面は「恋のバルカローレ」であった。
後にザ・ピーナッツ版はカテリーナ・ヴァレンテが「カヴァーの更なるカヴァー」としてザ・ピーナッツ版の歌詞そのままに日本語で歌唱した。このカテリーナ・ヴァレンテ版はキングレコードが1961年に発売した（B面は「月影のナポリ」であり、これも日本語歌唱であった）。これはパイヨンのリズムに乗って歌唱した楽曲であった。
なお『第11回NHK紅白歌合戦』では森山加代子によって歌唱された。この他、日本ではクリスタル・シスターズ（テイチク）や木田ヨシ子（日本ビクター）によりカバーされている記録が残っているが、これらの詳細は不明である。
また2014年、千葉ロッテマリーンズに入団したアルフレド・デスパイネ選手の応援歌に使用された。

## 作詞・作曲など
- 作詞・作曲：P.Welch・M.Merlo
- 日本語詞：松坂直美（西田佐知子版）/ 音羽たかし（ザ・ピーナッツ版 / カテリーナ・ヴァレンテ版）/ ホセ・しばさき（森山加代子版）

## 発売
日本国内の発売元のみを記述する。
- オリジナル版、ザ・ピーナッツ版、カテリーナ・ヴァレンテ版：キングレコード
- 森山加代子版：東芝レコード、B面は「黄色いバスケット」
- 西田佐知子版：ポリドールレコード、B面は「悲しきブルース」
- 木田ヨシ子版：ビクターレコード、B面は「太陽がいっぱい」